# Тадеуш Брадецький
Тадеуш Брадецький (пол. Tadeusz Bradecki; 2 січня 1955, Забже — 24 січня 2022, Лондон) — польський актор та режисер.

## Життєпис
Народився 2 січня 1955 року у Забже. 1977 року закінчив акторський факультет, а 1981 року режисерський факультет Краківської Академії театрального мистецтва ім. Станіслава Виспянського. Тоді ж почав працювати у Національному старому театрі ім. Гелени Моджеєвської в Кракові, в якому у 1990—1996 роках займав посаду художнього керівника. 1986 року отримав премію ім. Конрада Свінарського від журналу «Театр» як найкращий режисер сезону. 2001 року удостоєний Національної премії ім. Станіслава Ігнація Віткевича за популяризацію польської театральної культури за кордоном. У 2007—2013 роках займав посаду художнього керівника Силезького театру у Катовицях. У 2008—2010 роках входив до складу журі літературної премії Ніке.
Співпрацював з Єжи Гжегожевським, Анджеєм Вайдою, Кшиштофом Зануссі, Кшиштофом Кесльовським та іншими. Викладав у Лондонській академії музичного та драматичного мистецтва.
2013 року нагороджений медаллю За заслуги в культурі Gloria Artis. Кавалер Срібного Хреста Заслуг.
Був одружений з акторкою Магдаленою Ярош. Шлюб тривав до смерті дружини у квітні 2015 року.
Тадеуш Брадецький помер 24 січня 2022 року у Лондоні в 67-річному віці.

## Вибрана фільмографія
| Рік  |   | Українська назва                                            | Оригінальна назва                                       | Роль                  |
| ---- | - | ----------------------------------------------------------- | ------------------------------------------------------- | --------------------- |
| 1978 | ф | Спіраль                                                     | Spirala                                                 | студент-медик         |
| 1979 | ф | Кінолюбитель                                                | Amator                                                  | Вітек                 |
| 1980 | ф | Константа                                                   | Constans                                                | Вітольд               |
| 1981 | ф | Великий забіг                                               | Wielki bieg                                             | Стефан Будни          |
| 1982 | ф | Долина Ісси                                                 | Dolina Issy                                             | Пейксва, ксьондз      |
| 1984 | ф | Рік спокійного сонця                                        | Rok spokojnego słońca                                   | перекладач Нормана    |
| 1988 | ф | Якщо ти де-небудь є                                         | Wherever You Are                                        | доктор Маркін         |
| 1989 | с | Майстер і Маргарита                                         | Mistrz i Małgorzata                                     | Єшуа Га-Ноцрі         |
| 1991 | с | Наполеон в Європі                                           | Napoléon et l'Europe                                    | Юзеф Лончинський      |
| 1993 | ф | Список Шиндлера                                             | Schindler's List                                        | Форман                |
| 1997 | ф | Брат нашого Бога                                            | Brat naszego Boga                                       | теолог                |
| 2000 | ф | Життя як смертельна хвороба, що передається статевим шляхом | Życie jako śmiertelna choroba przenoszona drogą płciową | Марек                 |
| 2005 | ф | Persona non grata                                           | Persona non grata                                       | інспектор             |
| 2005 | ф | Кароль. Людина, яка стала Папою Римським                    | Karol. Człowiek, który został papieżem                  | монсеньйор Куровський |
| 2009 | ф | Генерал Ніл                                                 | Generał Nil                                             | Еміль Мерз            |
| 2009 | ф | Повторний візит                                             | Rewizyta                                                | Вітольд               |
| 2012 | с | Епоха честі                                                 | Czas honoru                                             | Тадеуш Боровський     |
| 2018 | ф | Ефір                                                        | Eter                                                    | лікар з Відня         |
| 2020 | ф | Зея                                                         | Zieja                                                   | Стефан Вишинський     |